# ماساهیرو ایواتا
ماساهیرو ایواتا (انگلیسی: Masahiro Iwata؛ زادهٔ ۲۳ سپتامبر ۱۹۸۱) بازیکن فوتبال اهل ژاپن است.
از باشگاه‌هایی که در آن بازی کرده‌است می‌توان به باشگاه فوتبال ناگویا گرامپوس اشاره کرد.